# 南国安芸道路
南国安芸道路（なんこくあきどうろ）は、高知県南国市から高知県安芸市に至る、総延長 21.0kmの国道55号の自動車専用道路である。高規格幹線道路「高知東部自動車道」の一部を構成する。香南やすIC - 芸西西IC間は、渋滞が多発するため先行して着工された。
2025年現在、高知龍馬空港IC - 芸西西IC間が開通済みである。

## 概要
- 起点 : 高知県南国市物部[1]。
- 終点 : 高知県安芸市馬ノ丁[1]
- 総延長 : 21.0km[1]
- 規格 : 第1種第3級[1]
- 道路幅員 : 10.5m(22m)[1]
- 車線幅員 : 3.5m[1]
- 車線数 : 暫定2車線(完成4車線)[1]
- 設計速度 : 80km/h[1]
- 通行料金 : 無料

芸西西IC-安芸西IC間
- 計画交通量 : 14,400台/日
  - (参考) 当道路整備後-既存国道55号 計画交通量 : 6,400台/日

## 歴史
- 2003年（平成15年）度 : 着工。
- 2007年（平成19年）3月3日 : 手結山第2トンネルが貫通[2]。
- 2007年（平成19年）9月: 手結山第1トンネルが貫通[3]。
- 2010年（平成22年）9月 : 月見山トンネルが貫通[4]。
- 2011年（平成23年）3月26日 : 香南やすIC - 芸西西IC間 開通[1]。
- 2011年（平成23年）度 : 芸西西IC - 安芸西IC間 延長8.5km事業化[5]
- 2013年（平成25年）2月17日 : 香南かがみIC - 香南やすIC間 開通[1]。

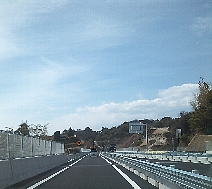
芸西村

- 2014年（平成26年）3月9日 : 香南のいちIC - 香南かがみIC間 開通[6]。
- 2025年（令和7年）3月15日 : 高知龍馬空港IC - 香南のいちIC間 開通[7]。

## インターチェンジなど
- IC番号欄の背景色が■である部分については道路が供用済みの区間を示している。また、施設名欄の背景色が■である部分は施設が供用されていない、または完成していないことを示す。未開通区間の名称は仮称。
- BS（バス停留所）のうち、○は運用中、◆は休止中の施設。無印はBSなし。
- （数字）は、他路線の番号。<数字>は、予定番号。
- 英略字は以下の項目を示す。
- IC : インターチェンジ、BS : バスストップ、TN : トンネル

| IC 番号                                | 施設名             | 接続路線名                  | 起点から の距離    | 終点から の距離    | BS                 | 備考                      | 所在地             | 所在地             |
| 高知南国道路に接続                     | 高知南国道路に接続 | 高知南国道路に接続          | 高知南国道路に接続 | 高知南国道路に接続 | 高知南国道路に接続 | 高知南国道路に接続        | 高知南国道路に接続 | 高知南国道路に接続 |
| -------------------------------------- | ------------------ | --------------------------- | ------------------ | ------------------ | ------------------ | ------------------------- | ------------------ | ------------------ |
| 4                                      | 高知龍馬空港IC     | 県道373号高知空港インター線 | 15.0               | 21.0               |                    |                           | 高知県             | 南国市             |
| 5                                      | 香南のいちIC       | 国道55号（現道）            | 18.5               | 17.5               |                    |                           | 高知県             | 香南市             |
| 6                                      | 香南かがみIC       | 県道227号山北岸本停車場線   | 20.7               | 15.3               |                    |                           | 高知県             | 香南市             |
| 7                                      | 香南やすIC         | 県道51号夜須物部線          | 23.6               | 12.4               |                    |                           | 高知県             | 香南市             |
| 8                                      | 芸西西IC           | 国道55号（現道）            | 27.5               | 8.5                |                    | 高知方面出入口のみ        | 高知県             | 芸西村             |
| -                                      | 芸西東IC           | 国道55号（現道）            | 30.5               | 5.5                |                    | 安芸方面出入口のみ 事業中 | 高知県             | 芸西村             |
| -                                      | 安芸西IC           | 国道55号（現道）            | 36.0               | 0.0                |                    | 事業中                    | 高知県             | 安芸市             |
| 阿南安芸自動車道（安芸道路）に接続予定 |                    |                             |                    |                    |                    |                           |                    |                    |

## 位置関係
- 高知自動車道 - 高知南国道路 - 南国安芸道路 - 阿南安芸自動車道 - 徳島南部自動車道